# لوسيا تشيس
لوسيا تشيس (بالإنجليزية: Lucia Chase)‏ هي راقصة باليه ومخرجة وممثلة أمريكية، ولدت في 24 مارس 1897 في واتربوري في الولايات المتحدة، وتوفيت في 9 يناير 1986 في مانهاتن في الولايات المتحدة. من الجوائز التي نالتها وسام الحرية الرئاسي.

## جوائز
- وسام الحرية الرئاسي

## وصلات خارجية
- لوسيا تشيس على موقع IMDb (الإنجليزية)
- لوسيا تشيس على موقع قاعدة بيانات برودواي على الإنترنت (الإنجليزية)